# 효자동 이발사
《효자동 이발사》(한국 한자: 孝子洞 理髮師)는 2004년에 개봉한 대한민국의 영화이다.

## 줄거리

### 낙안이
청와대가 있는 서울 종로구 효자동 효자일반관. 여기서 일하는 이발사 성한모는 면도사 겸 보조이발사로 일하던 처녀 김민자를 유혹하여 임신을 시켜버릴만큼 대책없는 이발사였다. 또한 나라가 하는 일은 무조건 옳다고 믿으며 나라에서 시키는 일이라면 투표함 바꿔치기, 야산에 투표함 묻어버리는 일도 마다치 않을 정도였다. 민자의 임신을 알게 된 그는 사사오입 정책을 들어 5개월된 태아는 사람으로 봐야 한다고 아이를 낳을것을 강요했고 작명소에서 '낙안'이라는 이름을 추천받는다. 그러나 민자는 아이 이름이 촌스럽게 낙안이가 뭐냐고 통곡을 했지만 결국 시키는대로 아이를 순산했고 이름도 '성낙안'이라 지었다.

### 청와대 이발사
몇년후, 청와대 경호실장 장혁수가 그의 이발소를 방문해 근처에 간첩이 튀어나올테니 반드시 신고하라는 제보를 흘렸고 그날 밤, 이발소 근처를 둘러보던 한모는 혁수가 말한 사람이 나오자 곧바로 신고했다. 이 일로 그는 청와대에서 수여한 표창장을 수상했고 대통령 전속 이발사로 임명되어 청와대를 들락거리게 된다. 이를 계기로 이발사에게 정이 생긴 대통령은 그를 미국 순방에도 데려가는 하면 가족들을 식사자리에 초대해주기까지 했다. 그러는 사이 한모는 동네에서 '성 실장'이란 별명으로 지역의 유지로 군림하게 된다. 하지만 평화에는 곧 제동이 걸렸다.

### 동네친구들과 낙안이가 간첩으로 몰리다
어느날, 남침한 무장공비들이 설사병을 앓았다는 이유 하나로 '마루구스 병'에 걸린 사람은 모두 간첩으로 간주하고 체포하라는 지시를 내렸고 동네에서조차도 설사를 하는 사람들을 신고해버리는 웃지 못할 상황이 벌어진다. 그리고 한모의 아들 낙안도 한모에게 다가와 설사를 했다는 사실을 알렸다. 그때 한모는 혁수를 이발하고 있었고 혁수 앞이라 당황한 그는 급한대로 아이를 동네 파출소로 피신시켰다. 한모는 그냥 잠깐만 데리고 있어 달라는 뜻에서 이야기를 한거였는데, 파출소 순경은 이를 곧이곧대로 듣고는 간첩에 애어른이 어딨느냐며 아이를 중앙정보부에 인계해 버린다. 한편, 설사를 했다는 이유로 중앙정보부에 끌려온 사람들은 전기고문을 받으며 공비들과 내통했다는 자백을 강요받았고, 한모와 같이 화투를 치고 놀았던 동네 친구들 또한 있지도 않은 간첩조직의 일원으로 몰려 사형당했다. 거기다 낙안마저 오랜 고문으로 인해 한쪽 다리를 절게되자, 이때부터 한모는 숭배해오던 나라를 의심하기 시작한다.

## 캐스팅
- 송강호 : 성한모 역
- 이재응 : 성낙안(성한모의 아들) 역
- 문소리 : 김민자(성한모의 아내) 역
- 노형욱 : 20세 성낙안 역
- 류승수 : 진기 역
- 조영진 : 통치자(박정희 대통령) 역
- 손병호 : 장혁수(청와대 경호실장) 역
- 박용수 : 박종만 역
- 윤주상 : 쌀가게 최씨 역
- 정규수 : 만두가게 왕씨 역
- 오달수 : 연탄가게 안씨 역
- 윤희철 : 문씨 역
- 조문의 : 손씨 역
- 박길수 : 낙안 고문요원 역
- 최홍일 : 고문 사내 1 역
- 김경룡 : 고문 사내 2 역
- 주진모 : 파출소장 역
- 김재건 : 작명소 노인 역
- 정재진 : 산골 초가집 노인 역
- 민붕기 : 종로 경찰서장 역
- 임진택 : 새정부 남자 역
- 정대용 : 북한군 지휘관 역
- 최철웅 : 4.19 학생대표 1 역
- 서지원 : 4.19 학생대표 2 역
- 홍유경 : 시위 여학생 1 역
- 전복주 : 시위 여학생 2 역
- 선학 : 지붕 위 요원 역
- 양영조 : 종로경찰서 형사 역
- 최한철 : 탱크 군인 역
- 김경화 : 북한 특수부대원 1 역
- 예재형 : 북한 특수부대원 2 역
- 김형일 : 빈소 뒤 경호원 1 역
- 오창경 : 빈소 뒤 경호원 2 역
- 김성표 : 군인 1 역
- 김민석 : 군인 2 역
- 조형진 : 군인 3 역
- 최교식 : 파출소 순경 역
- 이용환 : 전경 역
- 진명선 : 최씨 부인 역
- 홍석빈 : 정보부장 부하 역
- 김병채 : 새통치자 역
- 김동수 : 경호실장 부하 역
- 오정원 : 영부인 역
- 이현주 : 경호실장 아내 역
- 반혜라 : 정보부장 아내 역
- 김재우 : 정보부장 아들 역
- 윤복성 : 서거 방송 역
- 최문혁 : 영종 역
- 김초희 : 영애 역
- 정세인 : 영식 역
- 김세명 : 아이 1 역
- 신민규 : 아이 2 역
- 하중호 : 아이 3 역
- 손하루 : 경호실장 아들 역
- 채성민 : 아기 낙안 역

## 수상
- 2004년 제 17회 도쿄국제영화제
  - 감독상 - 임찬상
  - 관객상 - 임찬상